# Théorie de Brans et Dicke
En physique théorique, la théorie de la gravitation de Brans et Dicke (parfois appelé la théorie de Jordan-Brans-Dicke ou théorie de Dicke-Brans-Jordan, en abrégé théorie DBJ) est un cadre théorique pour expliquer la gravitation. Il est un concurrent de la théorie de la relativité générale d'Einstein. C'est un exemple de théorie tenseur-scalaire, une théorie dans laquelle l'interaction gravitationnelle est transmise par un champ scalaire ainsi que le champ tensoriel de la relativité générale. La constante gravitationnelle G n'est pas présumée constante, mais à l'inverse 1/G est remplacé par un champ scalaire {\displaystyle \phi } qui peut varier dans l'espace et le temps.
La théorie a été développée en 1961 par Robert H. Dicke et Carl H. Brans en s'appuyant sur, entre autres, le travail de 1959 de Pascual Jordan. À l'heure actuelle, il est généralement considéré que tant la théorie de Brans et Dicke que la théorie de la relativité générale sont en accord avec les observations. La théorie de Brans et Dicke représente un point de vue minoritaire dans la physique.

## Comparaison avec la relativité générale
La théorie de Brans et Dicke et la théorie de la relativité générale sont toutes deux des exemples d'une classe de théories classiques des champs relativistes de la gravitation, appelée théories métriques. Dans ces théories, l'espace-temps est équipé d'un tenseur métrique, {\displaystyle g_{ab}}, et le champ gravitationnel est représenté (en tout ou en partie) par le tenseur de courbure de Riemann {\displaystyle R_{abcd}}, qui est déterminé par le tenseur métrique.
Toutes les théories métriques satisfont le principe d'équivalence d'Einstein, qui en langage géométrique moderne énonce que, dans une très petite région (trop petite pour exposer des effets de courbure mesurables), toutes les lois de la physique connues en relativité restreinte sont valables dans des référentiels locaux de Lorentz. Cela implique à son tour que les théories métriques induisent toutes l'effet de décalage vers le rouge gravitationnel.
Comme en relativité générale, on considère que la source du champ gravitationnel est le tenseur énergie-impulsion ou tenseur de matière. Cependant, la manière dont la présence immédiate de masse-énergie dans une région affecte le champ gravitationnel dans cette région diffère de la relativité générale. Il en est de même pour la façon dont la courbure de l'espace-temps affecte le mouvement de la matière. Dans la théorie de Brans et Dicke, en plus de la métrique, qui est un champ tensoriel de rang deux, il y a un champ scalaire, {\displaystyle \phi }, qui a l'effet physique de modifier la constante gravitationnelle effective d'un endroit à l'autre. (Cet aspect était en fait un desideratum clé de Dicke et Brans ; voir l'article de Brans cité ci-dessous, qui présente les origines de la théorie.)
Les équations de champ de la théorie de Brans et Dicke contiennent un paramètre, {\displaystyle \omega }, appelé la constante de couplage de Brans et Dicke. C'est une vraie constante sans dimension qui doit être choisie une fois pour toutes. Cependant, elle peut être choisie pour s'adapter aux observations. Ces paramètres sont souvent appelés paramètres réglables. En outre, la valeur ambiante actuelle de la constante gravitationnelle effective doit être choisie en tant que condition aux limites. La relativité générale ne contient aucun paramètre sans dimension que ce soit et donc elle est plus facile à réfuter que la théorie de Brans et Dicke. Les théories avec des paramètres réglables sont parfois désapprouvées sur le principe que, entre deux théories qui sont en accord avec les observations, la plus parcimonieuse est préférable. Néanmoins, il semble qu'ils soient un élément nécessaire de certaines théories, comme l'angle de mélange faible du modèle standard.
La théorie de Brans et Dicke est « moins stricte » que la relativité générale dans un autre sens : elle admet plus de solutions. En particulier, les solutions exactes du vide à l'équation de champ d'Einstein de la relativité générale, augmentée du champ scalaire trivial {\displaystyle \phi =1}, deviennent des solutions exactes du vide de la théorie de Brans et Dicke, mais certains espaces-temps qui ne sont pas des solutions du vide de l'équation de champ d'Einstein peuvent devenir, avec le choix approprié du champ scalaire, des solutions du vide de la théorie de Brans et Dicke. De même, une classe importante d'espaces-temps, les pp-wave metrics, sont également des null dust solutions exactes à la fois de la relativité générale et de la théorie de Brans et Dicke, mais ici aussi, la théorie de Brans et Dicke permet des solutions d'onde supplémentaires ayant des géométries qui sont incompatibles avec la relativité générale.
Comme la relativité générale, la théorie de Brans et Dicke prédit la déflexion de la lumière et la précession du périhélie des planètes en orbite autour du Soleil. Cependant, les formules précises qui régissent ces effets, selon la théorie de Brans et Dicke, dépendent de la valeur de la constante de couplage {\displaystyle \omega }. Cela signifie qu'il est possible de définir une borne inférieure observationnelle sur la valeur possible de {\displaystyle \omega } à partir d'observations du système solaire et d'autres systèmes gravitationnels. La valeur de {\displaystyle \omega } cohérente avec l'expérience a augmenté avec le temps. En 1973, {\displaystyle \omega >5} était compatible avec les données connues. En 1981, {\displaystyle \omega >30} était compatible avec les données connues. En 2003, des éléments de preuve provenant d'expériences de la sonde Cassini–Huygens montrent que la valeur de {\displaystyle \omega } doit dépasser 40 000.
Il est également souvent enseigné[Par qui ?] que la relativité générale est obtenue à partir de la théorie de Brans et Dicke dans la limite {\displaystyle \omega \rightarrow \infty }. Cependant, Faraoni affirme que cela tombe lorsque la trace du moment énergie-impulsion devient nulle. Un tel exemple est la solution du trou de ver de Campanelli et Lousto. Certains[Qui ?]  ont fait valoir que seule la relativité générale satisfait le principe d'équivalence fort.

## Les équations de champ
Les équations de champ de la théorie de Brans et Dicke sont
{\displaystyle \Box \phi ={\frac {8\pi }{3+2\omega }}T}
{\displaystyle G_{ab}={\frac {8\pi }{\phi }}T_{ab}+{\frac {\omega }{\phi ^{2}}}(\partial _{a}\phi \partial _{b}\phi -{\frac {1}{2}}g_{ab}\partial _{c}\phi \partial ^{c}\phi )+{\frac {1}{\phi }}(\nabla _{a}\nabla _{b}\phi -g_{ab}\Box \phi )},
où
{\displaystyle \omega } est la constante de couplage sans dimension de Dicke ;
{\displaystyle g_{ab}} est le tenseur métrique ;
{\displaystyle G_{ab}=R_{ab}-{\tfrac {1}{2}}Rg_{ab}} est le tenseur d'Einstein, une sorte de courbure moyenne ;
{\displaystyle R_{ab}={R^{m}}_{amb}} est le tenseur de Ricci, une sorte de trace du tenseur de courbure ;
{\displaystyle R={R^{m}}_{m}} est le scalaire de Ricci, la trace du tenseur de Ricci ;
{\displaystyle T_{ab}} est le tenseur énergie-impulsion ;
{\displaystyle T=T_{a}^{a}} est la trace du tenseur énergie-impulsion ;
{\displaystyle \phi } est le champ scalaire ; et
{\displaystyle \Box } est l'opérateur de Laplace-Beltrami ou covariant wave operator, {\displaystyle \Box \phi =\phi _{\;\;;a}^{;a}}.
La première équation indique que la trace du tenseur énergie-impulsion agit en tant que source pour le champ scalaire {\displaystyle \phi }. Étant donné que les champs électromagnétiques ne contribuent que pour un terme sans trace dans le tenseur énergie-impulsion, cela implique que, dans une région de l'espace-temps ne contenant qu'un champ électromagnétique (et le champ de gravitation), la partie droite de l'équation s'annule et {\displaystyle \phi } obéit à l'équation d'onde (de l'espace-temps courbe). Par conséquent, les changements dans {\displaystyle \phi } se propagent à travers les régions électrovides ; en ce sens, on dit que {\displaystyle \phi } est un champ à longue portée.
La deuxième équation décrit comment le tenseur énergie-impulsion et le champ scalaire {\displaystyle \phi } influent ensemble sur la courbure de l'espace-temps. Le côté gauche, le tenseur d'Einstein, peut être considéré comme une sorte de courbure moyenne. C'est pour une raison de mathématiques pures que, dans n'importe quelle théorie métrique, le tenseur de Riemann peut toujours être écrit comme la somme de la courbure de Weyl (ou tenseur de courbure conforme) et d'un morceau construit à partir du tenseur d'Einstein.
En comparaison, l'équation de champ de la relativité générale est simplement
{\displaystyle G_{ab}=8\pi GT_{ab}.}
Cela signifie que, dans la relativité générale, la courbure d'Einstein à un événement est entièrement déterminée par le tenseur énergie-impulsion à cet événement ; l'autre morceau, la courbure de Weyl, est la partie du champ gravitationnel qui peut se propager comme une onde gravitationnelle dans une région vide. Mais dans la théorie de Brans et Dicke, le tenseur d'Einstein est déterminé en partie par la présence immédiate de masse-énergie et d'impulsion et en partie par le champ scalaire à longue portée {\displaystyle \phi }.
Les équations de champ du vide des deux théories sont obtenues lorsque le tenseur énergie-impulsion est nul. Cela modélise les situations dans lesquelles aucun champ non gravitationnel n'est présent.

## Le principe d'action
Le lagrangien suivant contient la description complète de la théorie de Brans et Dicke :
{\displaystyle S=\int d^{4}x{\sqrt {-g}}\;\left({\frac {\phi R-\omega {\frac {\partial _{a}\phi \partial ^{a}\phi }{\phi }}}{16\pi }}+{\mathcal {L}}_{\mathrm {M} }\right)}
où {\displaystyle g} est le déterminant de la métrique, {\displaystyle {\sqrt {-g}}\,d^{4}x} est la forme volume quadridimensionnelle et {\displaystyle {\mathcal {L}}_{\mathrm {M} }} est le terme de matière ou lagrangien de matière.
La terme de matière inclut la contribution de la matière ordinaire (par exemple, la matière gazeuse) et des champs électromagnétiques. Dans une région vide, le terme de matière s'annule de la même manière ; le terme restant est le terme gravitationnel. Pour obtenir les équations de champ du vide, il faut faire varier le terme gravitationnel dans le lagrangien par rapport à la métrique {\displaystyle g_{ab}} ; cela donne la deuxième équation ci-dessus. Lorsque la variation est par rapport au champ scalaire {\displaystyle \phi }, on obtient la première équation de champ.
Notez que, contrairement aux équations de champ de la relativité générale, le terme  ne disparaît pas, puisque le résultat n'est pas une dérivée totale. On peut démontrer que
{\displaystyle {\frac {\delta (\phi R)}{\delta g^{ab}}}=\phi R_{ab}+g_{ab}g^{cd}\phi _{;c;d}-\phi _{;a;b}}
Pour prouver ce résultat, utilisez
{\displaystyle \delta (\phi R)=R\delta \phi +\phi R_{mn}\delta g^{mn}+\phi \nabla _{s}(g^{mn}\delta \Gamma _{nm}^{s}-g^{ms}\delta \Gamma _{rm}^{r})}
En évaluant les {\displaystyle \delta \Gamma } en coordonnées riemanniennes normales, six termes individuels disparaissent. Six termes supplémentaires se combinent lorsqu'ils sont manipulés en utilisant le théorème de Stokes pour fournir le {\displaystyle (g_{ab}g^{cd}\phi _{;c;d}-\phi _{;a;b})\delta g^{ab}} voulu.
En comparaison, le lagrangien qui définit la relativité générale est
{\displaystyle S=\int d^{4}x{\sqrt {-g}}\;\left({\frac {R}{16\pi G}}+{\mathcal {L}}_{\mathrm {M} }\right)}
Faire varier le terme gravitationnel par rapport à {\displaystyle g_{ab}} donne l'équation de champ d'Einstein du vide.
Dans les deux théories, l'ensemble des équations de champ peut être obtenu par des variations du lagrangien complet.